# Jan VI raciborski
Jan (Hanusz) VI raciborski (ur. ok. 1484, zm. 1506) – książę raciborski razem z braćmi Mikołajem VI i Walentynem w latach 1493–1506. Pochodził z dynastii Przemyślidów.
Jan VI był drugim pod względem starszeństwa synem Jana V, księcia raciborskiego, i Magdaleny opolskiej.
W chwili śmierci Jana V władzę w księstwie raciborskim z powodu małoletniości jego synów przejęła regencja pod przewodnictwem matki książąt – Magdaleny. Pełnoletniość Jan VI uzyskał około roku 1500, lecz nie zdołał odegrać większej roli w historii, bowiem zmarł w wieku zaledwie dwudziestu kilku lat (w 1506 roku).
Nie zdążył się ożenić i zostawić potomstwa. Po jego śmierci (oraz w tym samym roku starszego brata Mikołaja) władzę w Raciborzu przejął jego najmłodszy brat – Walentyn raciborski.